# 汤丽柏琦
汤丽柏琦（Tory Burch LLC）是一家美国中端奢华女装时尚品牌，总部位于美国纽约曼哈顿，成立於2004年。 該公司在纽约、洛杉矶、伦敦、巴黎、罗马、东京、首尔、上海市等地設有旗舰店。 